# CocoCay
CocoCay o Little Stirrup Cay, a veces llamado Perfect Day at CocoCay (en español: Cayo Coco o Cayo Pequeño Stirrup), es una de las Islas Berry, un conjunto de cayos y pequeñas islas que se encuentran aproximadamente a 55 kilómetros al norte de Nasáu en las Islas Bahamas. Es utilizado para el turismo por Royal Caribbean Group exclusivamente. Little Stirrup Cay se encuentra junto a Great Stirrup Cay, la isla privada de Norwegian Cruise Line desde 1977.

## Geografía
La isla tiene menos de una milla (1,57 kilómetros) de largo de este a oeste y menos de 480 yardas (0,43 kilómetros) de norte a sur. Tiene una población de 38 habitantes (censo de 2010).
Posee una superficie aproximada de 50 hectáreas por lo que es comparable con el tamaño de la Ciudad del Vaticano.

## Turismo
Royal Caribbean Group, propietario de Royal Caribbean International y Celebrity Cruises, asumió el arrendamiento de la isla tras la adquisición de Admiral Cruises en 1988. En 2019, la isla fue completamente renovado por Royal Caribbean a un costo de $250 millones y se le cambió el nombre a Perfect Day at CocoCay. Al anunciarse en 2018, los planes de renovación fueron criticados por activistas, que expresaron su preocupación por el daño al medio ambiente y la "belleza natural", haciendo comparaciones con Disneyland, y con las pequeñas empresas locales.
Se construyó un muelle en el lado norte de la isla, lo que permite que los cruceros atraquen directamente en lugar de utilizar embarcaciones auxiliares. Se construyó un parque acuático en el lado "emocionante" de la isla, con dos torres que contienen toboganes de agua, incluido el Daredevil's Peak más alto de América del Norte, y dos piscinas. En el lado "relajante" está la playa con cabañas.
El extremo este es el centro de actividades recreativas con playas frente a una cuenca de coral donde se pueden ver manatíes, rayas y numerosos peces. Los senderos naturales recorren toda la longitud y el ancho de la isla. La renovación también incluyó un parque acuático, con el tobogán de agua más grande y más alto de América del Norte, Daredevil's Peak.

## Clima
| Parámetros climáticos promedio de CocoCay, Bahamas | Parámetros climáticos promedio de CocoCay, Bahamas | Parámetros climáticos promedio de CocoCay, Bahamas | Parámetros climáticos promedio de CocoCay, Bahamas | Parámetros climáticos promedio de CocoCay, Bahamas | Parámetros climáticos promedio de CocoCay, Bahamas | Parámetros climáticos promedio de CocoCay, Bahamas | Parámetros climáticos promedio de CocoCay, Bahamas | Parámetros climáticos promedio de CocoCay, Bahamas | Parámetros climáticos promedio de CocoCay, Bahamas | Parámetros climáticos promedio de CocoCay, Bahamas | Parámetros climáticos promedio de CocoCay, Bahamas | Parámetros climáticos promedio de CocoCay, Bahamas | Parámetros climáticos promedio de CocoCay, Bahamas |
| Mes                                                | Ene.                                               | Feb.                                               | Mar.                                               | Abr.                                               | May.                                               | Jun.                                               | Jul.                                               | Ago.                                               | Sep.                                               | Oct.                                               | Nov.                                               | Dic.                                               | Anual                                              |
| -------------------------------------------------- | -------------------------------------------------- | -------------------------------------------------- | -------------------------------------------------- | -------------------------------------------------- | -------------------------------------------------- | -------------------------------------------------- | -------------------------------------------------- | -------------------------------------------------- | -------------------------------------------------- | -------------------------------------------------- | -------------------------------------------------- | -------------------------------------------------- | -------------------------------------------------- |
| Temp. máx. abs. (°C)                               | 32.2                                               | 32.8                                               | 32.8                                               | 32.8                                               | 35.6                                               | 36.7                                               | 36.1                                               | 37.2                                               | 36.1                                               | 35                                                 | 32.8                                               | 31.7                                               | 37.2                                               |
| Temp. máx. media (°C)                              | 25                                                 | 25                                                 | 27.2                                               | 27.8                                               | 28.9                                               | 31.1                                               | 32.2                                               | 32.2                                               | 31.1                                               | 30                                                 | 27.8                                               | 26.1                                               | 28.9                                               |
| Temp. mín. media (°C)                              | 17.2                                               | 17.2                                               | 17.8                                               | 18.9                                               | 21.1                                               | 22.8                                               | 23.9                                               | 23.9                                               | 23.9                                               | 22.2                                               | 20                                                 | 17.8                                               | 20.6                                               |
| Temp. mín. abs. (°C)                               | 7.8                                                | 7.2                                                | 10                                                 | 12.2                                               | 15                                                 | 16.1                                               | 17.2                                               | 19.4                                               | 19.4                                               | 15                                                 | 12.2                                               | 8.9                                                | 7.2                                                |
| Precipitación total (mm)                           | 38.1                                               | 43.2                                               | 30.5                                               | 45.7                                               | 116.8                                              | 215.9                                              | 149.9                                              | 167.6                                              | 177.8                                              | 182.9                                              | 61                                                 | 43.2                                               | 1272.5                                             |
| Humedad relativa (%)                               | 75                                                 | 73                                                 | 72                                                 | 71                                                 | 73                                                 | 76                                                 | 74                                                 | 75                                                 | 77                                                 | 76                                                 | 74                                                 | 75                                                 | 74                                                 |
| Fuente n.º 1:                                      |                                                    |                                                    |                                                    |                                                    |                                                    |                                                    |                                                    |                                                    |                                                    |                                                    |                                                    |                                                    |                                                    |
| Fuente n.º 2:                                      |                                                    |                                                    |                                                    |                                                    |                                                    |                                                    |                                                    |                                                    |                                                    |                                                    |                                                    |                                                    |                                                    |